# Rush–Bagot-szerződés

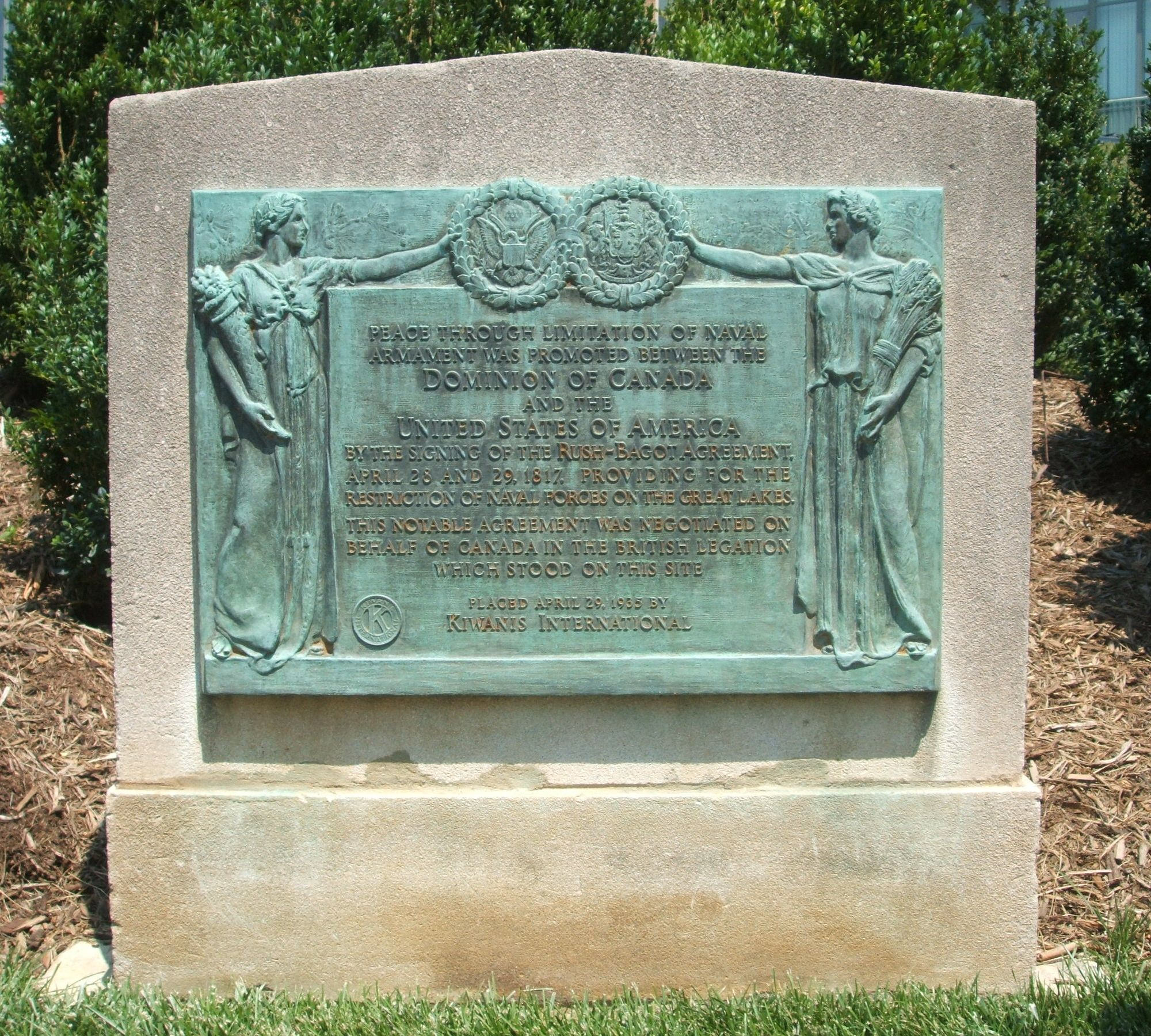
A szerződés aláírásának helyén álló emléktábla

A Rush–Bagot-szerződés egy Nagy-Britannia és az Amerikai Egyesült Államok között kötött szerződés az amerikai–kanadai határ demilitarizálásáról és annak elkerüléséről, hogy a Nagy-tavak tengeri versengés terepévé váljanak. A szerződést Richard Rush amerikai ügyvezető külügyminiszter és Charles Bagot washingtoni brit követ írta alá 1817-ben, az amerikai szenátus 1818. április 28-án, a brit parlament október 2-án ratifikálta. A szerződés, mely része volt az 1812-es brit–amerikai háborút lezáró egyezségnek, még ma is érvényben van, és így a legsikeresebb és legtovább tartó fegyverzetleszerelési szerződésnek is tekinthető.

## A szerződés pontjai
Az igen rövid szerződés maximálta a Nagy-tavakon és a Champlain-tavon állomásoztatható erőket:
- Az Ontario- és Champlain-tavakon egy maximum száz tonna rakományú, egy 18 fontos ágyúval felszerelt hajóban,
- a többi tavon két ugyanilyen hajóban.

A szerződés felbontását 6 hónappal előre be kell jelenteni.

## A szerződés pontjainak módosítása
A szerződés értelmezése során közös megegyezéssel eltértek a meghatározott hajószámtól, annak szellemét szándékozva betartani. 1946-ban a kanadai és amerikai kormány között kicserélt jegyzékekben megállapodtak abban, hogy tengerészképzés folytatása a tavakon nem sérti meg a szerződést, ha arról előre tájékoztatják a másik felett, megjelölve a részt vevő hajók számát, feladatát, helyzetét és fegyverzetét.
2004-ben az amerikai Parti Őrség úgy döntött, hogy 7,62 mm-es géppuskával szereli fel 11 kutterjét a csempészet és terrorizmus visszaszorítására.

## Külső hivatkozások
- The Avalon Project: Exchange of Notes Relative to Naval Forces on the American Lakes (angol nyelven). The Avalon Project  at Yale Law School. [2008. május 15-i dátummal az eredetiből archiválva]. (Hozzáférés: 2008. május 11.)
- Rush-Bagot Agreement - April 28, 1818 (angol nyelven). Archives & Collections Society. [2008. május 11-i dátummal az eredetiből archiválva]. (Hozzáférés: 2008. május 11.)